# Škofja Loka
Škofja Loka (tyska: Bischoflack) är en stad i övre Krain i Slovenien. Staden grundades under medeltiden. År 973 gav Otto II, tysk-romersk kejsare, land runt orten Stara Loka i Krain till de bayerska biskoparna av Freising. Till godset hörde sedan tidigare två äldre borgar. På den strategiska platsen vid sammanflödet mellan floderna Poljanska Sora och Selška Sora, under kullarna Krancélj och Štángruf, anlade biskoparna en ny borg, under vilken en marknadsplats och en stad växte fram.
Marknadsplatsen hade två torg som fortfarande finns kvar: det övre Plac och det nedre Lóntrg. Škofja Loka fick marknadsrättigheter 1248; stadsrättigheter 1310 .  Stadsmuren nämns första gången 1268 och hade fem porttorn. Det mesta av muren revs i slutet av 1700-talet, men delar är bevarade, främst upp mot kullen Krancélj. Kloster från kapucinerorden och ursulinerorden (tog över från St. Klara-orden) finns i staden. Domkyrkan St. Jakob är en gotisk hallkyrka, med imponerande stjärnvalv dekorerade med medeltida fresker. Över Selška Sora i staden spänner fortfarande en gotisk envalvig stenbro, tidigare, med ett brotorn. Biskoparna gynnade systematiskt ekonomin i området genom att fram till 1300-talet ta dit slovenska, bayerska och sydtyrolska nybyggare för att odla upp dalarna runt staden. Under medeltiden konstruerades vägen som ledde över passet till Baška Grapa och öppnade en handelsled som anslöt till vägar över Tolmin, Kobarid och Cividale till Udine i Friulien och Venedig. 1348 öppnades ett järnbruk i Selška Dolina (Selška-dalen) och duktiga smeder från Friulien hämtades till bruket. Škofja Loka skadades svårt i jordbävningen 1511, men biskop Filip lät snabbt renovera den i renässansstil. Många byggnader är ett arkitektoniskt lappverk av gotik som överlevde jordbävningen och renässansstil. Stadsplanen har i praktiken inte ändrats sedan jordbävningen.
Staden är känd för sitt årliga passionsspel Processio Locopolitania och honungsbröd som gräddas i konstnärligt utsirade träformar.
Škofja Loka hade fram tills relativt nyligen hatt- och parkettindustri, men har nu i stort stagnerat ekonomiskt.

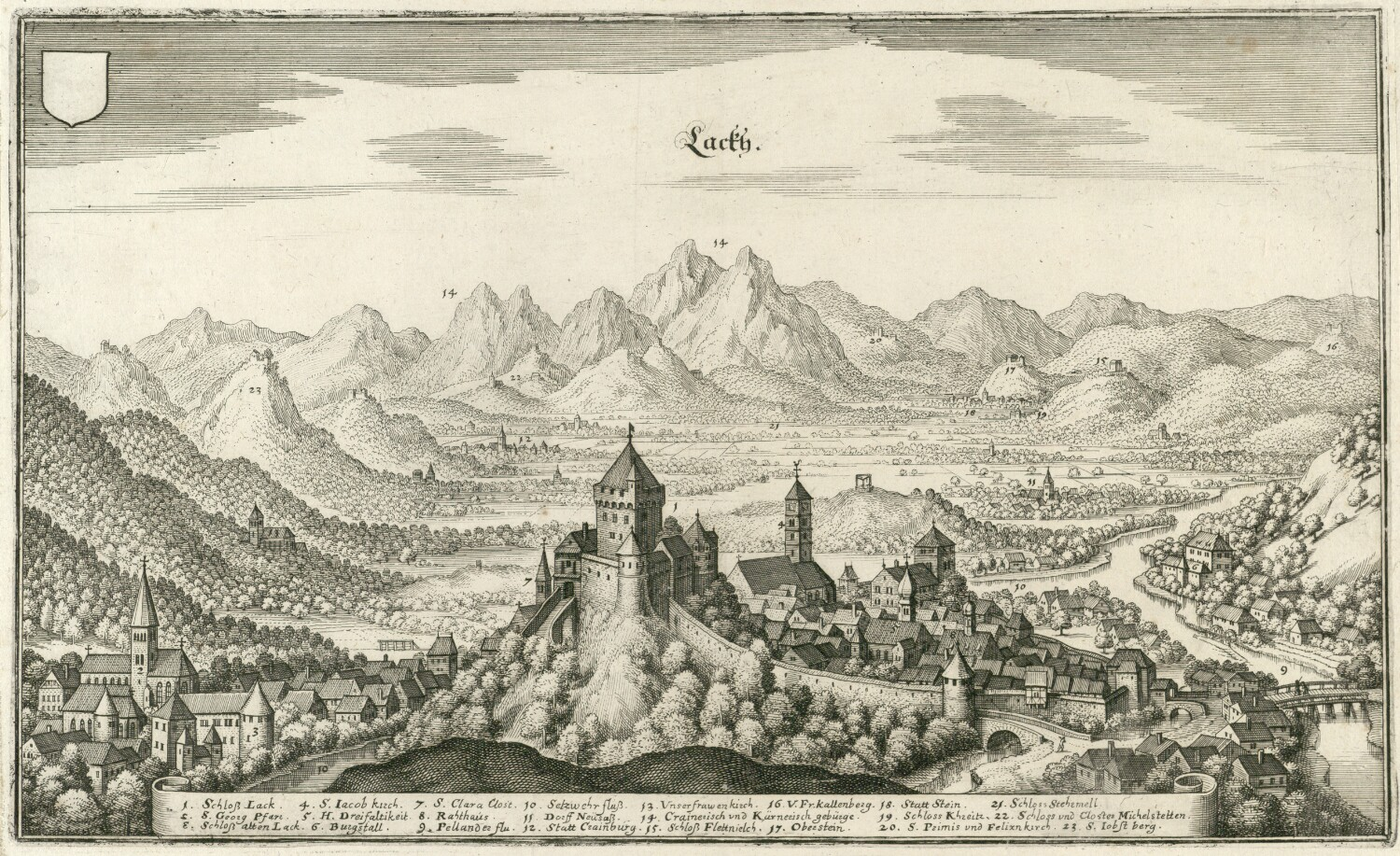
Kopparstick av Škofja Loka 1649, av Matthäus Merian den äldre. Borgens kärntorn revs 1892 när ursulinernunnorna renoverade fastigheten.
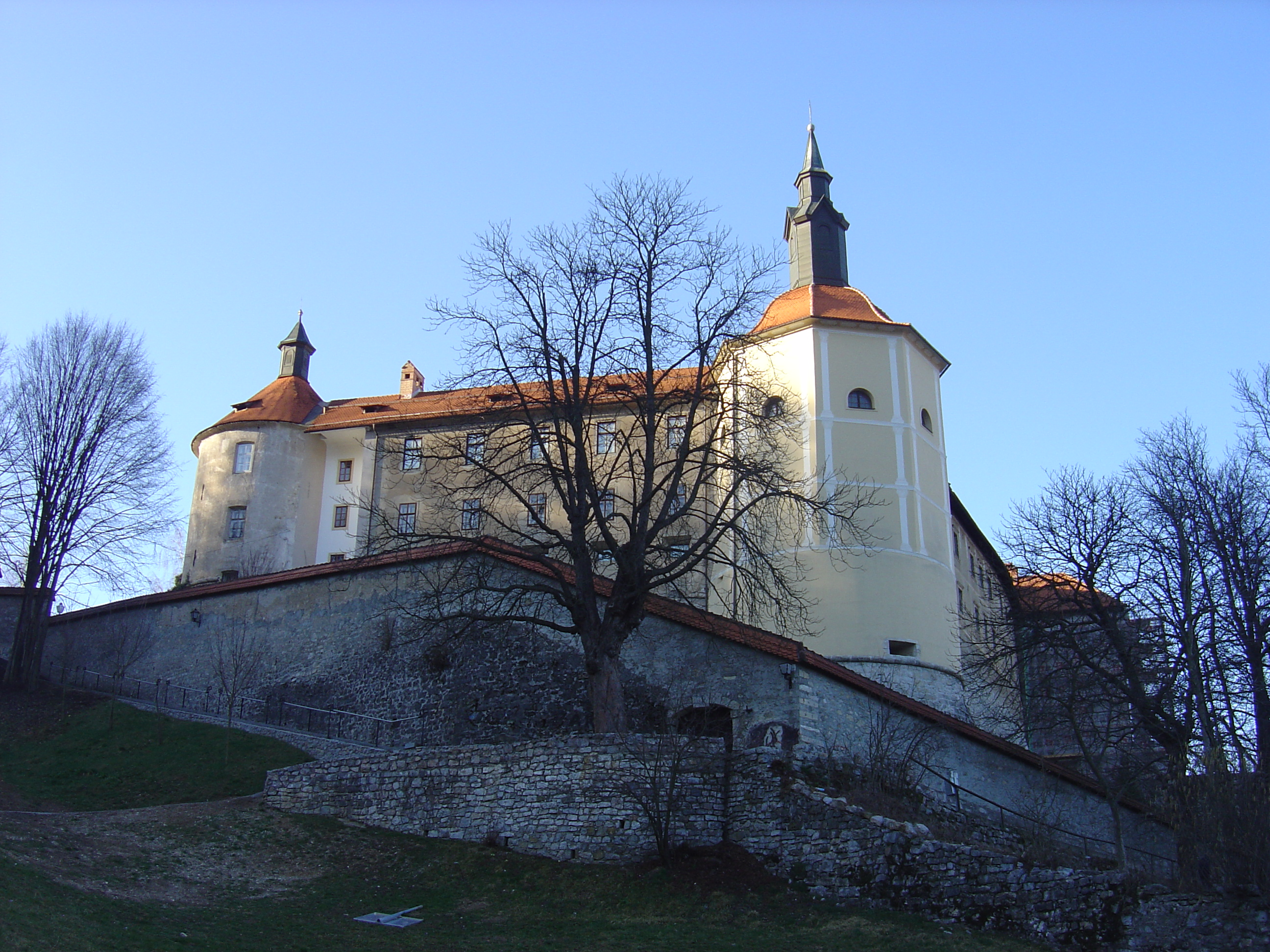
Borgen i dagsläget, utan kärntorn.
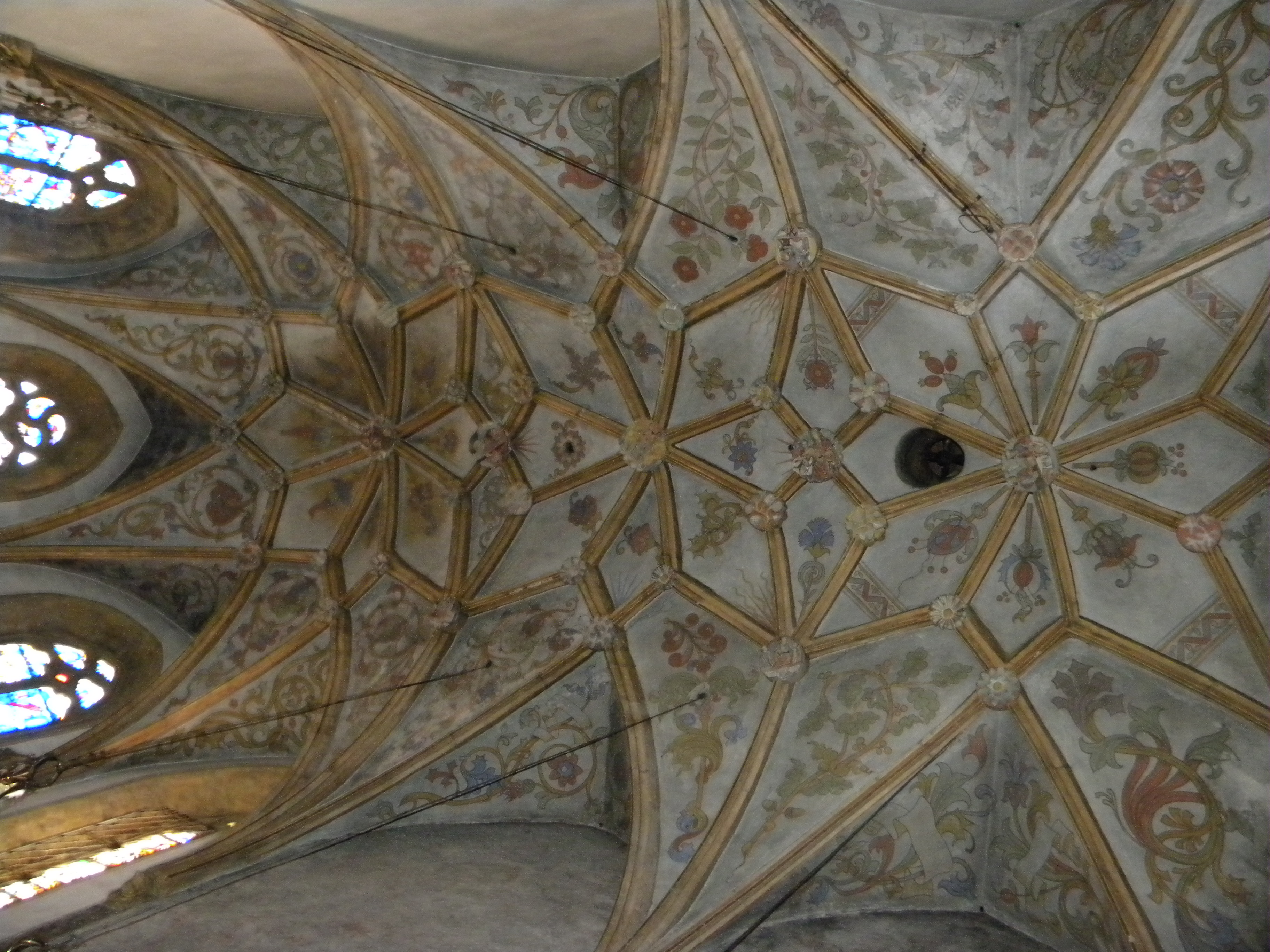
Gotiska fresker i domkyrkan St. Jakob.
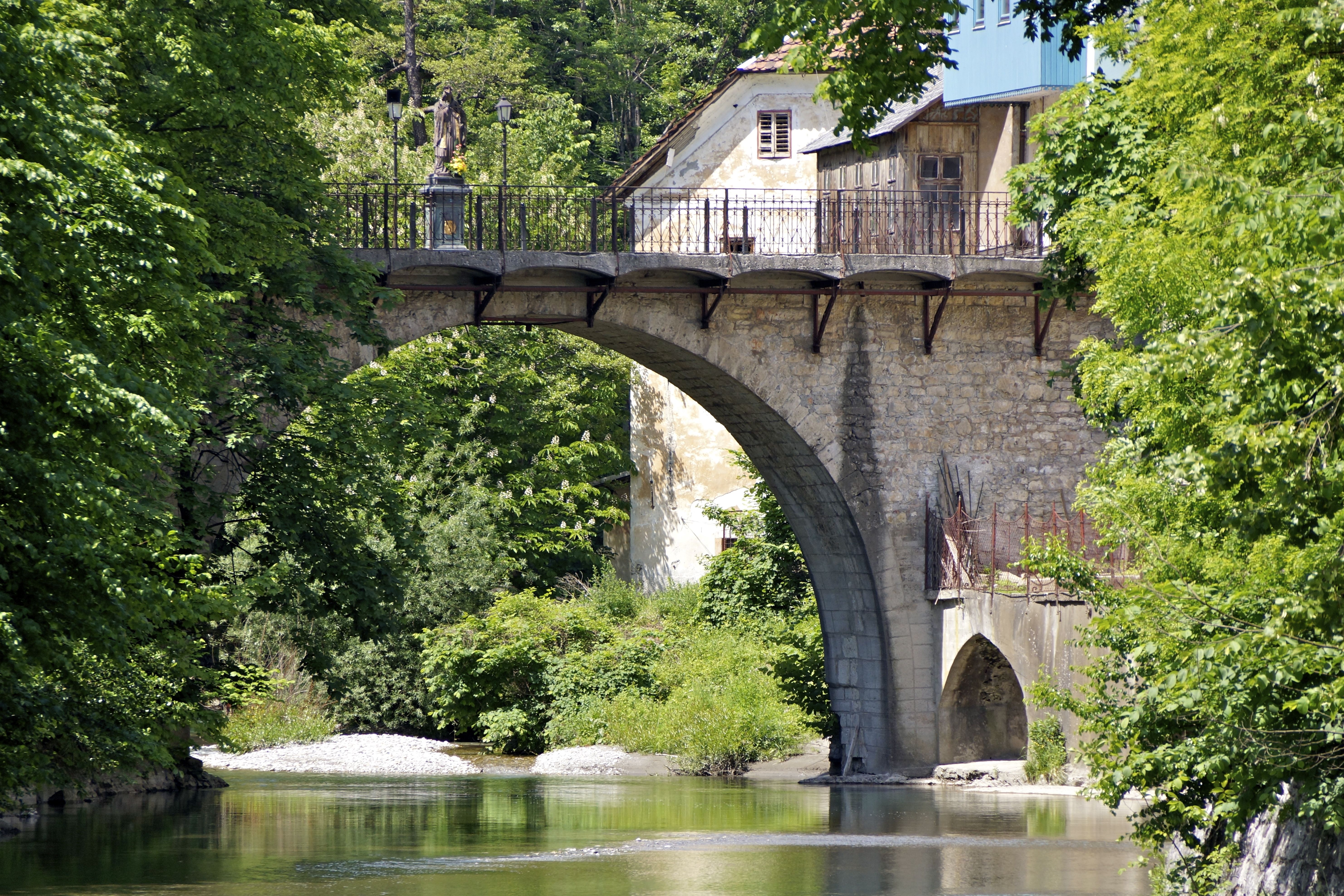
Kapucinerbron över floden Selška Sora är från 1300-talet.
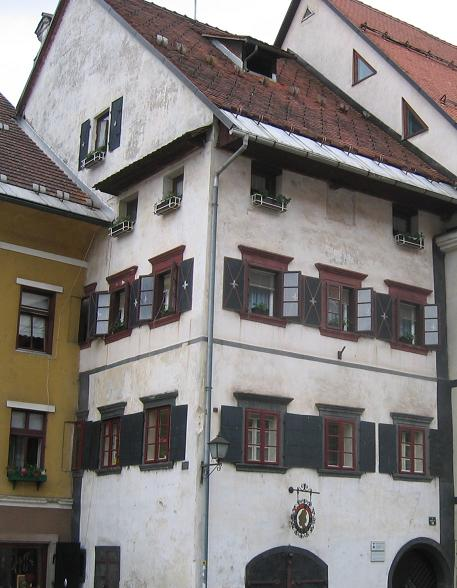
Stadsmiljö i Škofja Loka. Kvarter med borgarhus från 1500-talet.
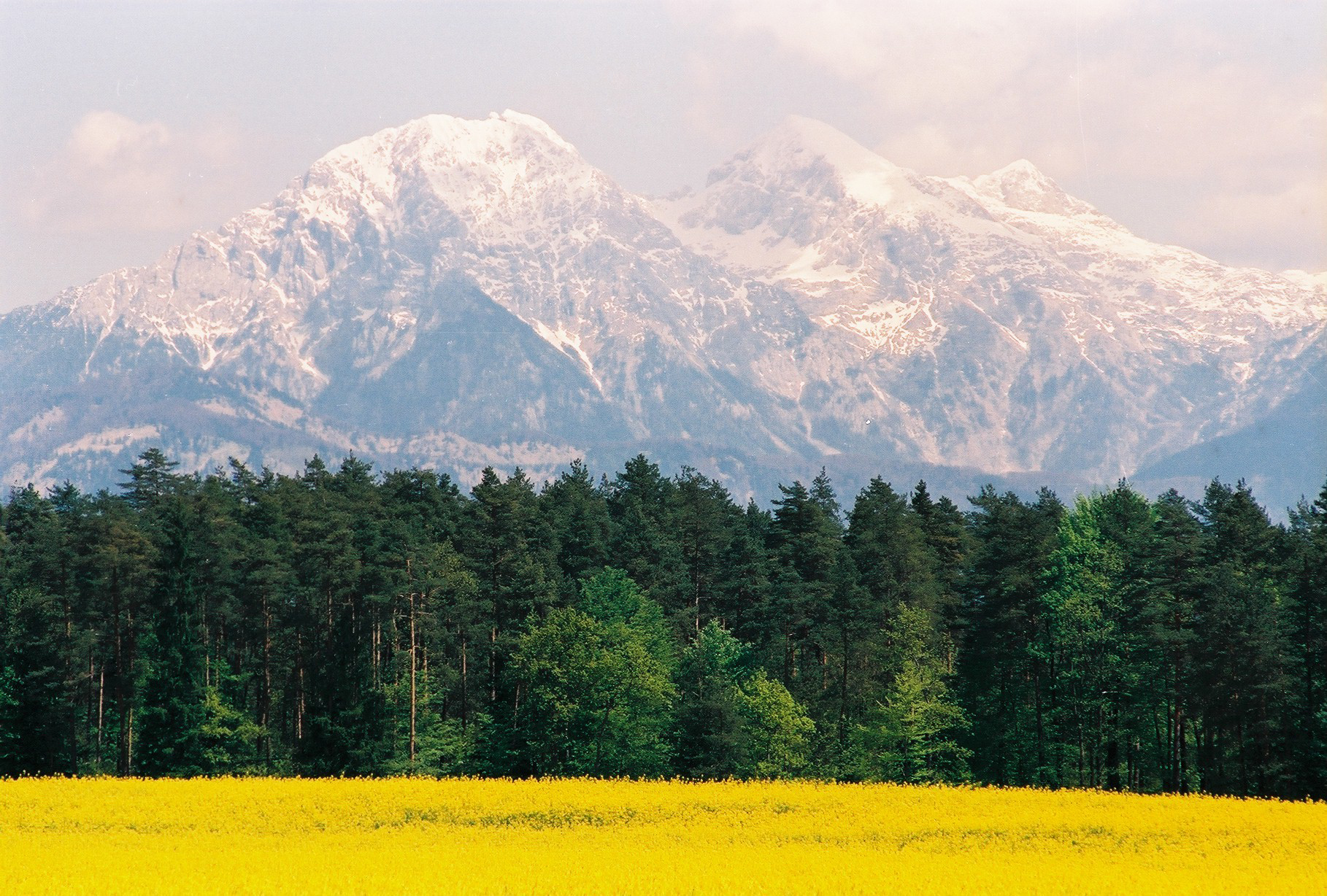
Blommande raps på Sora-slätten vid Škofja Loka, med Grintavec (2558 m) och Kočna (2540 m) i Kamnik-Savinja Alperna som fond.